# Kind en Gezin
Kind en Gezin was een agentschap van de Vlaamse overheid met als opdracht actief bij te dragen tot het welzijn van jonge kinderen en hun gezinnen door dienstverlening op de beleidsvelden preventieve gezinsondersteuning, kinderopvang en adoptie. Sinds 2019 is het opgegaan in het agentschap Opgroeien. Als dienstverlening blijft Kind en Gezin het aanspreekpunt voor alle (aanstaande) ouders en jonge kinderen die in Vlaanderen en Brussel opgroeien. Elk jaar rekenen 180.000 gezinnen op de ondersteuning van de 57 lokale teams.

## Geschiedenis

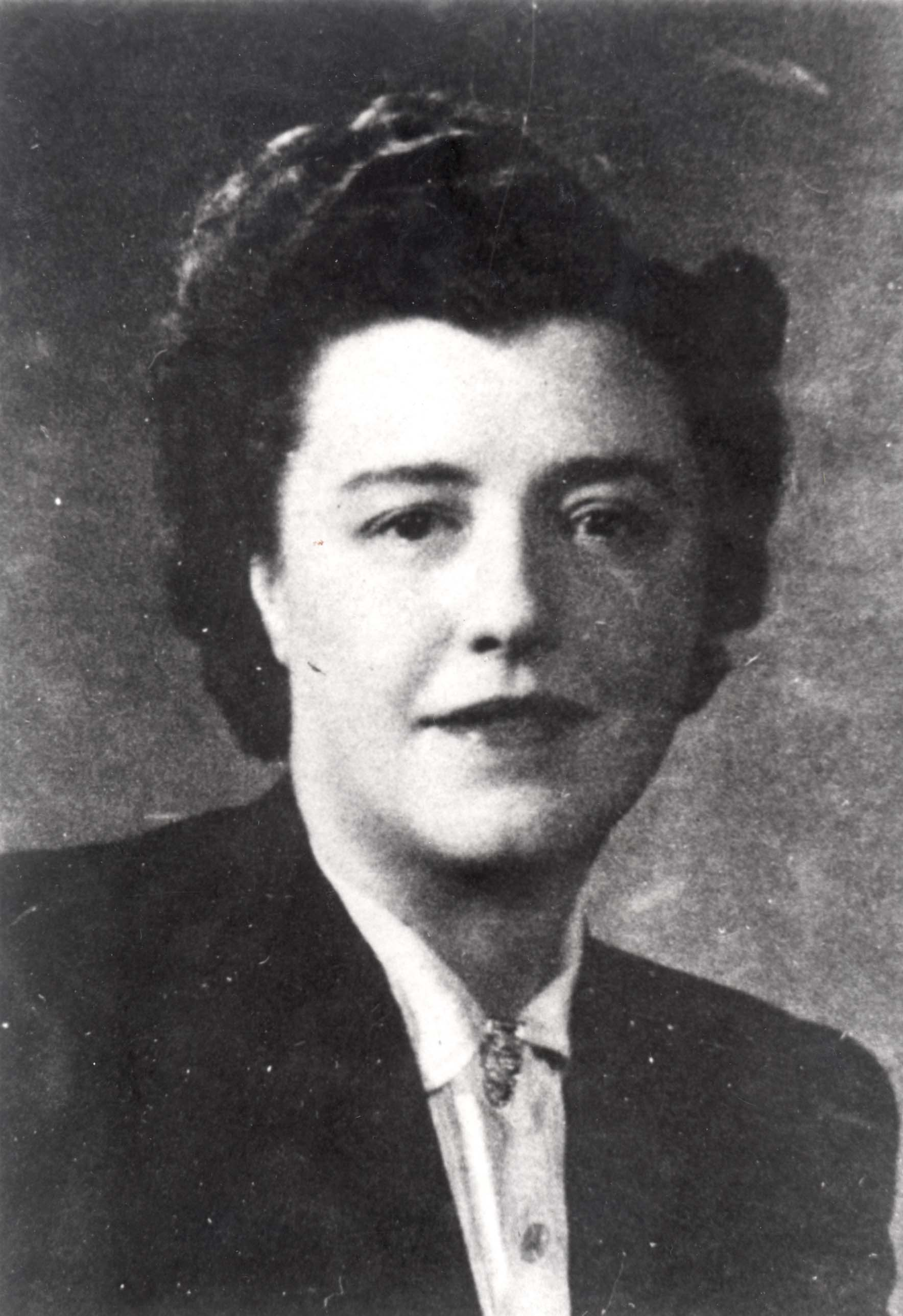
Yvonne Nèvejean directrice NWK tijdens WOII

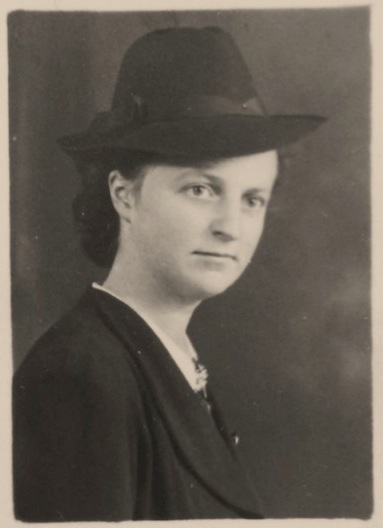
Judith Declercq (Wielsbeke 30-07-1918 – Waregem 03-03-2007), provincieverantwoordelijke Nationaal Werk voor Kinderwelzijn na de Tweede Wereldoorlog.

Bij wet van 5 september 1919 werd onder de regering-Delacroix I het Nationaal Werk voor Kinderwelzijn (NWK, l'Œuvre Nationale de l'Enfance) opgericht als gevolg van de Eerste Wereldoorlog.
Tijdens de Tweede Wereldoorlog heeft de toenmalige directrice van NWK Yvonne Nèvejean circa 4000 joodse weeskinderen gered door de kinderen te verbergen bij katholieke gezinnen en instellingen. Zij is hiervoor in 1965 aangewezen als Rechtvaardige onder de Volkeren en in 1996 herdacht met een poststempel.
Als deel van de tweede staatshervorming (1980) werd het NWK gesplitst. Als opvolger werd Kind en Gezin als Vlaamse openbare instelling opgericht bij decreet van 29 mei 1984. De effectieve werking startte op 1 februari 1987. Voor de Franse Gemeenschap koos men ervoor om de afkorting ONE te behouden, waarbij deze vanaf 1983 een nieuwe invulling kreeg als Office de la Naissance et de l'Enfance.
Bij decreet van 30 april 2004, dat in werking trad op 1 april 2006, werd Kind en Gezin in het kader van Beter Bestuurlijk Beleid omgevormd tot een Intern Verzelfstandigd Agentschap (IVA) met rechtspersoonlijkheid binnen het beleidsdomein Welzijn, Volksgezondheid en Gezin van de Vlaamse overheid.
In juli 2018 besloot de Vlaamse regering op voorstel van minister van Welzijn, Volksgezondheid en Gezin Jo Vandeurzen dat Kind en Gezin gefuseerd zou worden met het agentschap Jongerenwelzijn om zo een geïntegreerd beleid te kunnen voeren rond kinderen en jongeren. Als werknaam voor het nieuw op te richten agentschap werd 'Jeugd en Gezin' voorgesteld. Uiteindelijk werd in 2019 het Vlaams Agentschap Opgroeien opgericht.

## Taken
Kind en Gezin is onder meer verantwoordelijk voor
- de erkenning van kwaliteitsvolle kinderopvang.
- de criteria waaraan adoptie-organisaties dienen te voldoen.
- aanspreekpunt voor meldingen van mogelijke kindermishandeling.
- de preventieve gezondheidszorg van baby's en peuters, onder meer via het opvolgen van de verplichte inentingen
- de organisatie van informatieavonden
- bezoeken aan pasbevallen vrouwen in de kraamkliniek
- huisbezoeken aan aanstaande ouders

Tijdens de "raadplegingen" van Kind en Gezin (in de volksmond nog bekend onder de oude benaming "kinderheil" die in 1987 verdween) kunnen ouders gratis medisch advies inwinnen en wordt de ontwikkeling (lengte, gewicht, ... ) van een kind gevolgd. Als de kleuter naar school gaat wordt deze taak overgenomen door het CLB.

## Voorzieningen
- Centra voor Kinderzorg en Gezinsondersteuning (CKG): Ouders kunnen hun kinderen met of zonder tussenkomst van hulpdiensten (Kind en Gezin, CLB, CBJ, de jeugdrechtbank, ... ) voor een beperkte tijd en op vrijwillige basis toevertrouwen aan een door Kind en Gezin erkende CKG. De centra zijn gericht op kinderen van nul tot 12 jaar. Redenen voor opname zijn problemen met de arbeids -of leefsituatie van ouder(s) of kinderen. De ouders betalen een bijdrage per dag op basis van het gezinsinkomen. De centra kunnen naast een residentiële opvang ook alleen semi-residentiële opvang of ambulante begeleiding in het gezin bieden.
- Diensten voor gezinsondersteunende pleegzorg: Op verzoek van de ouders of de plaatsvervangers is een kortstondige plaatsing mogelijk in een opvanggezin, dat aangesloten is bij een dienst voor gezinsplaatsing. Het gaat hier om een private plaatsing. Verder wordt informatie, raad, bijstand, administratie en psycho-pedagogische begeleiding voor kinderen (0 - 12 jaar) die in de pleeggezinnen zijn opgenomen voorzien en voor de gezinnen zelf met inbegrip van de begeleiding van het natuurlijke milieu.
- Vertrouwenscentra kindermishandeling (VK): Iedereen die met kinderen omgaat, zowel vanuit de omgeving van het kind als vanuit zijn beroep, die weet of een vermoeden heeft dat een kind mishandeld, verwaarloosd of seksueel misbruikt wordt, kan contact opnemen met het VK. In 2005 noteerden de zes centra samen 4921 meldingen die over 6646 minderjarigen gingen. Het VK richt zich voornamelijk tot kinderen die slachtoffer zijn van geweld in hun eigen vertrouwde omgeving en tot hun gezin.